# Cicinnurus regius
La paradisea reale (Cicinnurus regius (Linnaeus, 1758)) è un uccello passeriforme della famiglia Paradisaeidae: rappresenta l'unica specie in seno al genere Cicinnurus Vieillot, 1816.

## Descrizione

### Dimensioni
Misura 16–19 cm di lunghezza (i maschi con le lunghe penne della coda raggiungono i 31 cm), per 38-65 g di peso.

### Aspetto

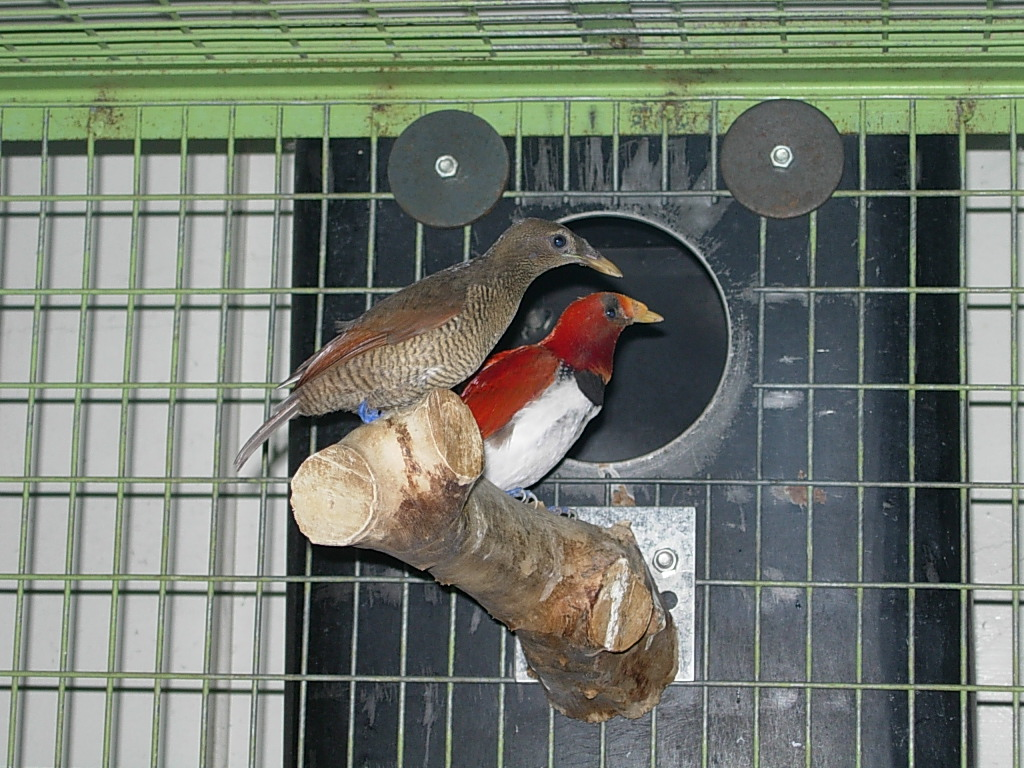
Coppia in cattività: femmina in primo piano.

L'aspetto di questi uccelli, specialmente per quanto riguarda i maschi, può ricordare quello del galletto di roccia o del quetzal, per la conformazione delle penne della testa, la colorazione e la lunga coda.

Come in molte specie di uccelli del paradiso, anche la paradisea reale presenta un marcato dicromatismo sessuale: le femmine, infatti, si presentano brune su fronte, vertice, nuca, dorso, ali e coda, mentre faccia, gola, petto, ventre e codione sono di colore bianco-grigiastro, con le singole penne orlate di bruno a dare un effetto a strisce zigzaganti. I maschi, invece, presentano piumaggio di un appariscente rosso carminio uniforme su testa, gola, dorso e ali, con sfumature giallo-arancio sulla testa (in particolar modo alla base del becco) e più scuro sulla gola: sul petto è presente una larga banda trasversale di colore verde iridescente, che separa il rosso della gola dal ventre, che è bianco latte. La coda è nera, con le due penne centrali allungate e filiformi, con estremità ispessite ed avvolte a spirale di colore verde iridescente anch'esse: ai lati del petto le penne sono bianche con punte verde iridescente, mentre sopra l'occhio è presente una piccola banda nera a formare un sopracciglio. In ambedue i sessi, le zampe sono bluastre, il becco è giallo e gli occhi sono azzurri.

## Biologia

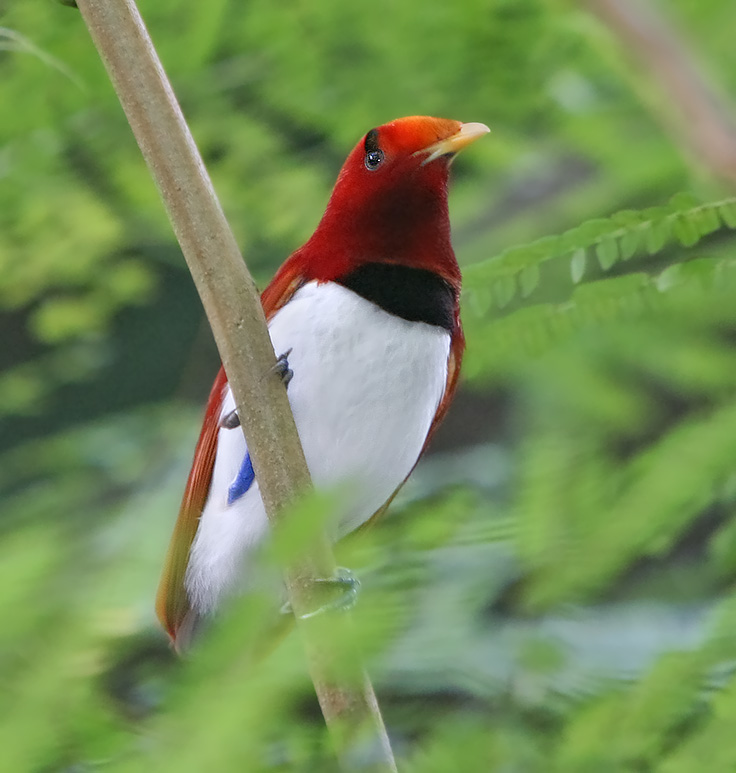
Maschio in natura.

Le paradisee reali sono uccelli dalle abitudini diurne e tendenzialmente solitarie, che si muovono fra i rami nell'alto della canopia, passando la maggior parte del tempo alla ricerca di cibo, pronti a rifugiarsi nel folto della vegetazione al minimo segnale di pericolo.

### Alimentazione
Ha una dieta frugivora e insettivora.

### Riproduzione
Questi uccelli possono riprodursi durante tutto l'arco dell'anno: come osservabile in molto uccelli del paradiso, anche la paradisea reale è poligina, coi maschi che si esibiscono in lek per attrarre quante più femmine possibile.
Il corteggiamento si compone di due fasi: nella prima, il maschio si posiziona su un posatoio accuratamente ripulito e ben visibile nella foresta e da lì richiama le femmine con versi gracchianti. Al sopraggiungere di una o più aspiranti partner, ha luogo la parata nuziale vera e propria, che consiste in un'alternanza di fasi in cui il maschio tenendosi in postura eretta arruffa le penne dalla punta verde ai lati del petto e ondeggia le spalle, tenendo la coda puntata verso l'alto dimodoché le penne filiformi ondeggino dietro la testa, con altre fasi in cui vengono arruffate anche le penne bianche del ventre, mentre il becco viene tenuto ben aperto: il maschio ripete più volte questa danza spostandosi avanti e indietro sul posatoio e girandosi da una direzione all'altra, per poi gettarsi all'indietro e rimanere appeso al ramo a testa in giù, dondolandosi con le penne arruffate.
Le femmine sono solite visionare più esibizioni di vari maschi, prima di decidere con quale di essi accoppiarsi. Dopo l'accoppiamento, esse si occupano in completa solitudine della costruzione del nido (il quale, a differenza di tutte le altre paradisee in cui ha forma di coppa, viene ricavato in una cavità di qualche tronco d'albero, spesso occupando un nido abbandonato da qualche picchio), della cova delle 2 uova (che dura circa 17 giorni) e delle cure parentali ai nidiacei, che si involano attorno alle due settimane dalla schiusa.

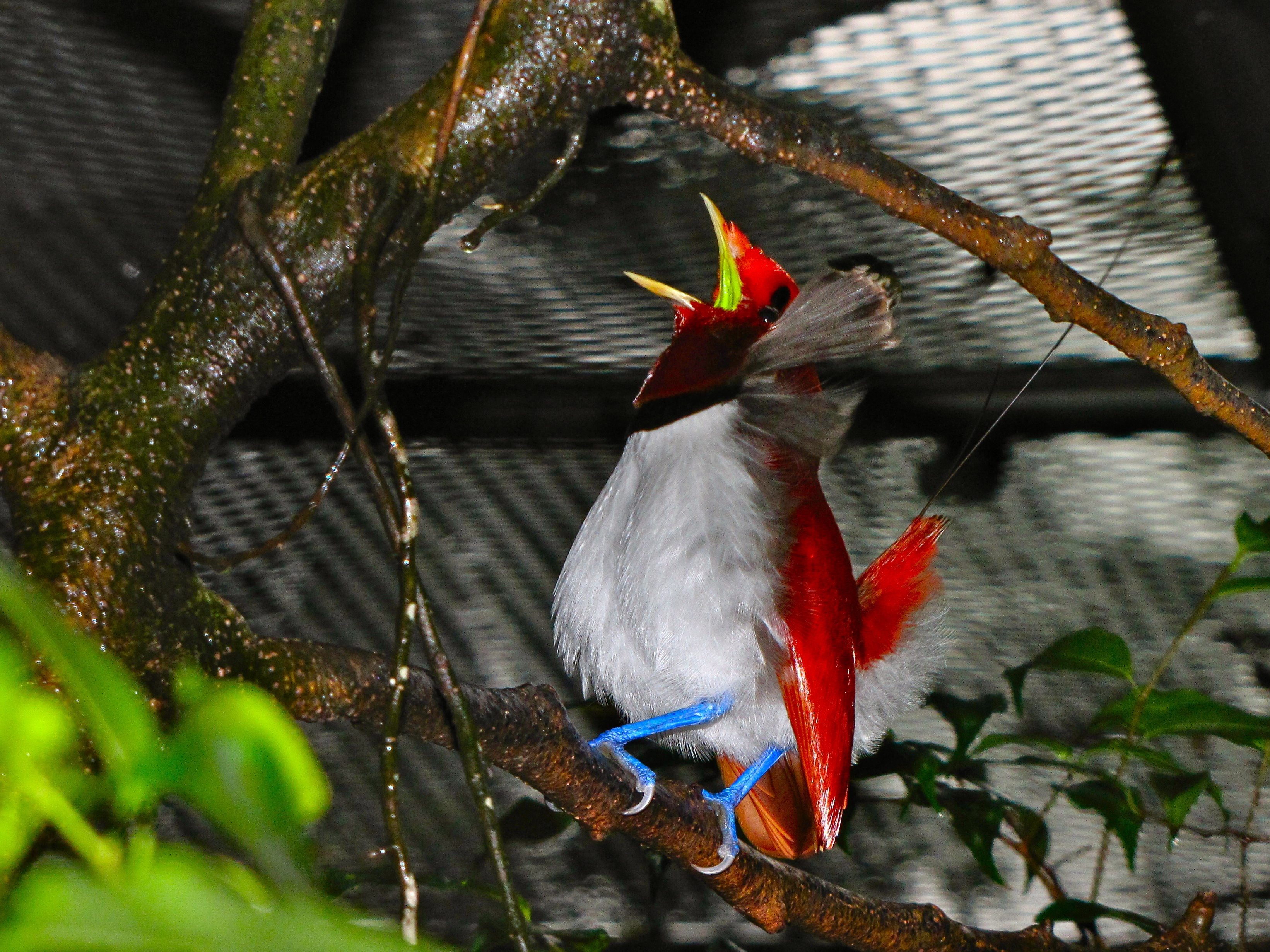
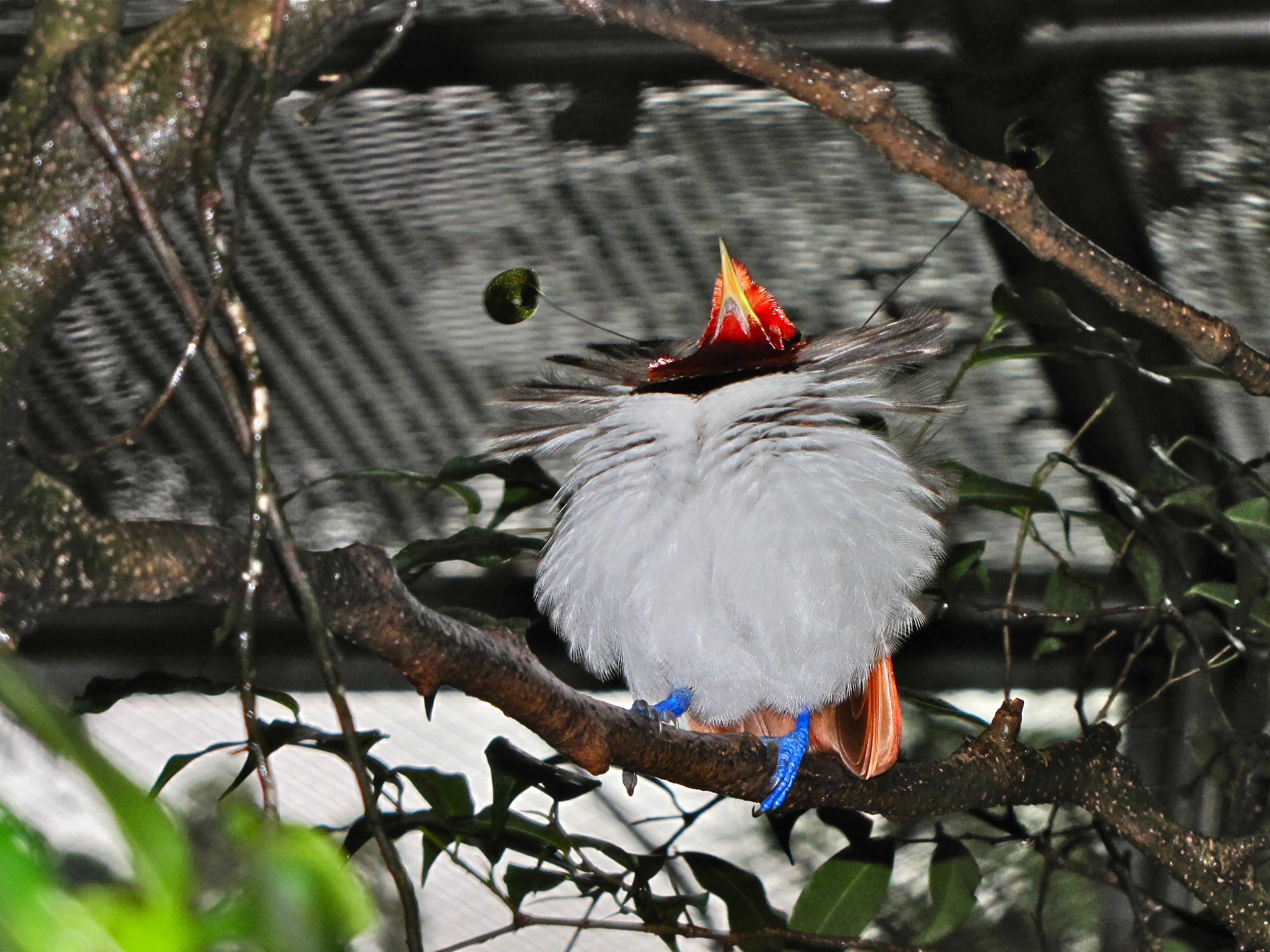
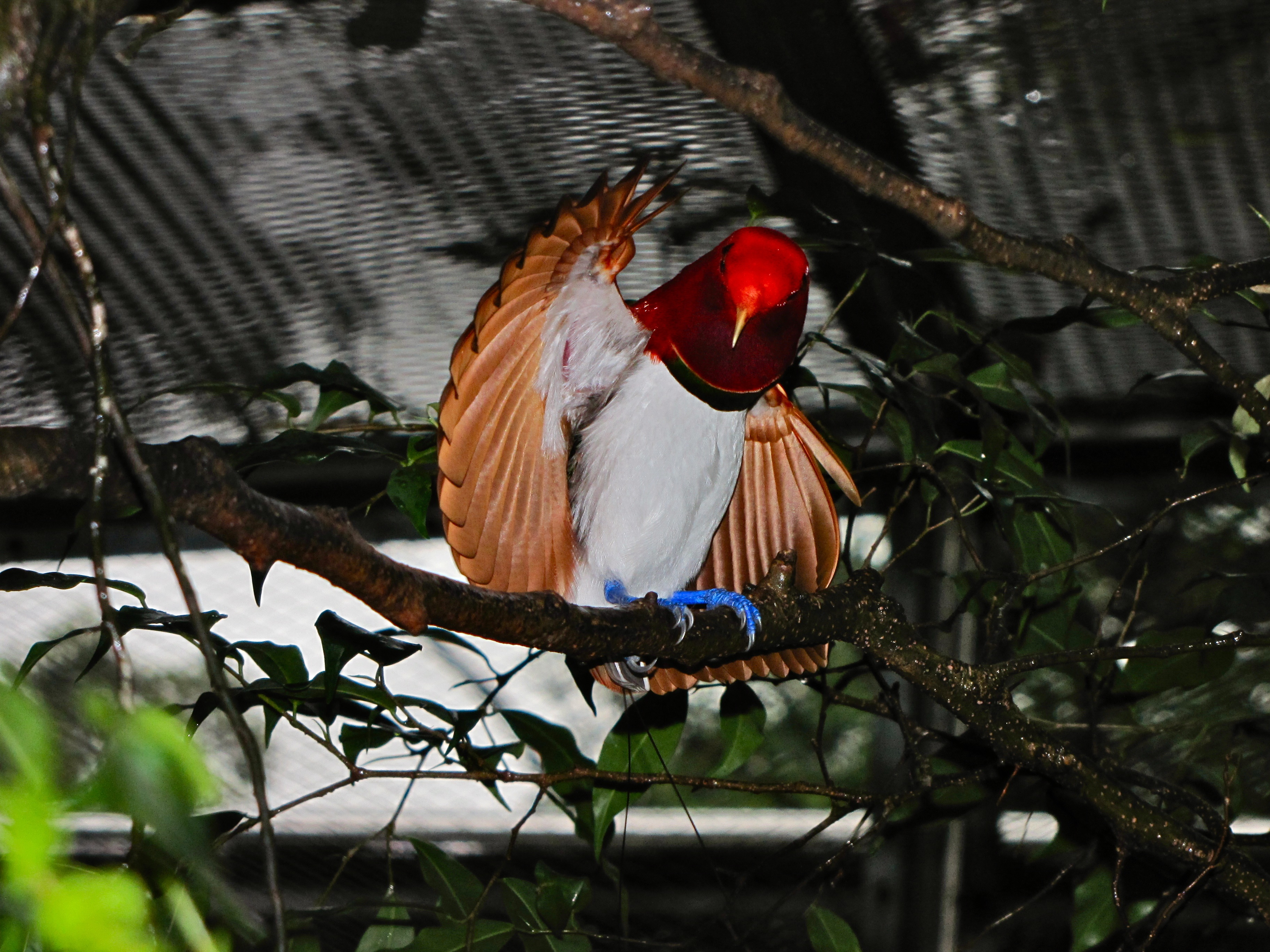

## Distribuzione e habitat
La paradisea reale è diffusa in Nuova Guinea, dove è piuttosto comune lungo tutta la fascia costiera pianeggiante dell'isola:  possibile inoltre osservarla anche in altre isole circostanti, come Misool, Aru, Salawati e Yapen.
L'habitat di questi uccelli è rappresentato dalla foresta pluviale e dalla foresta monsonica di pianura e collina, sia primaria che secondaria, al di sotto dei 1000 m di quota.

## Tassonomia
Se ne riconoscono due sottospecie:
- Cicinnurus regius regius, la sottospecie nominale, diffusa a sud della Cordigliera Centrale e sulle isole occidentali;
- Cicinnurus regius coccineifrons Rothschild, 1896, diffusa a nord della Cordigliera centrale, nella penisola di Papua e sull'isola di Yapen;

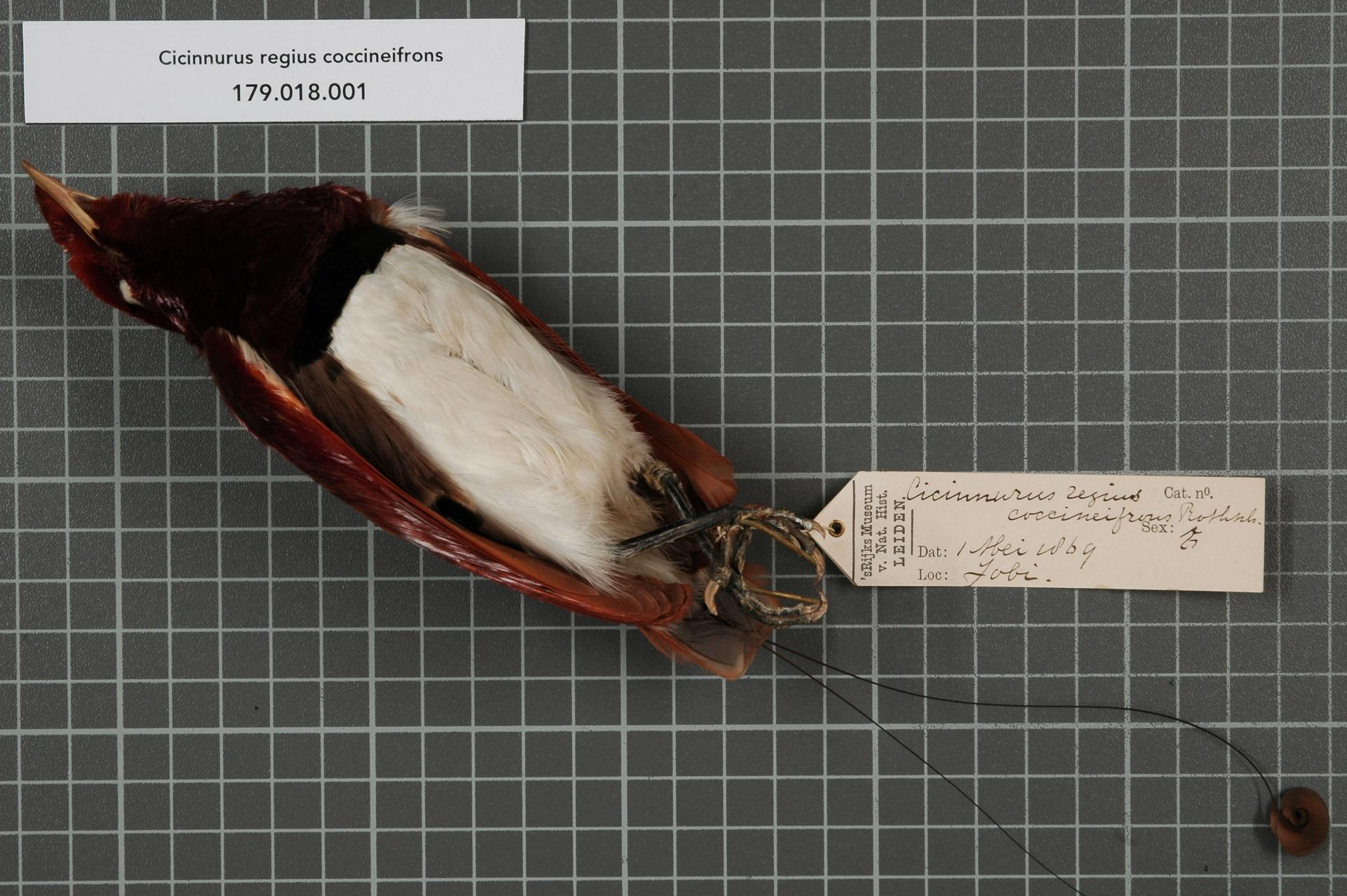
Maschio impagliato della sottospecie coccineifrons.
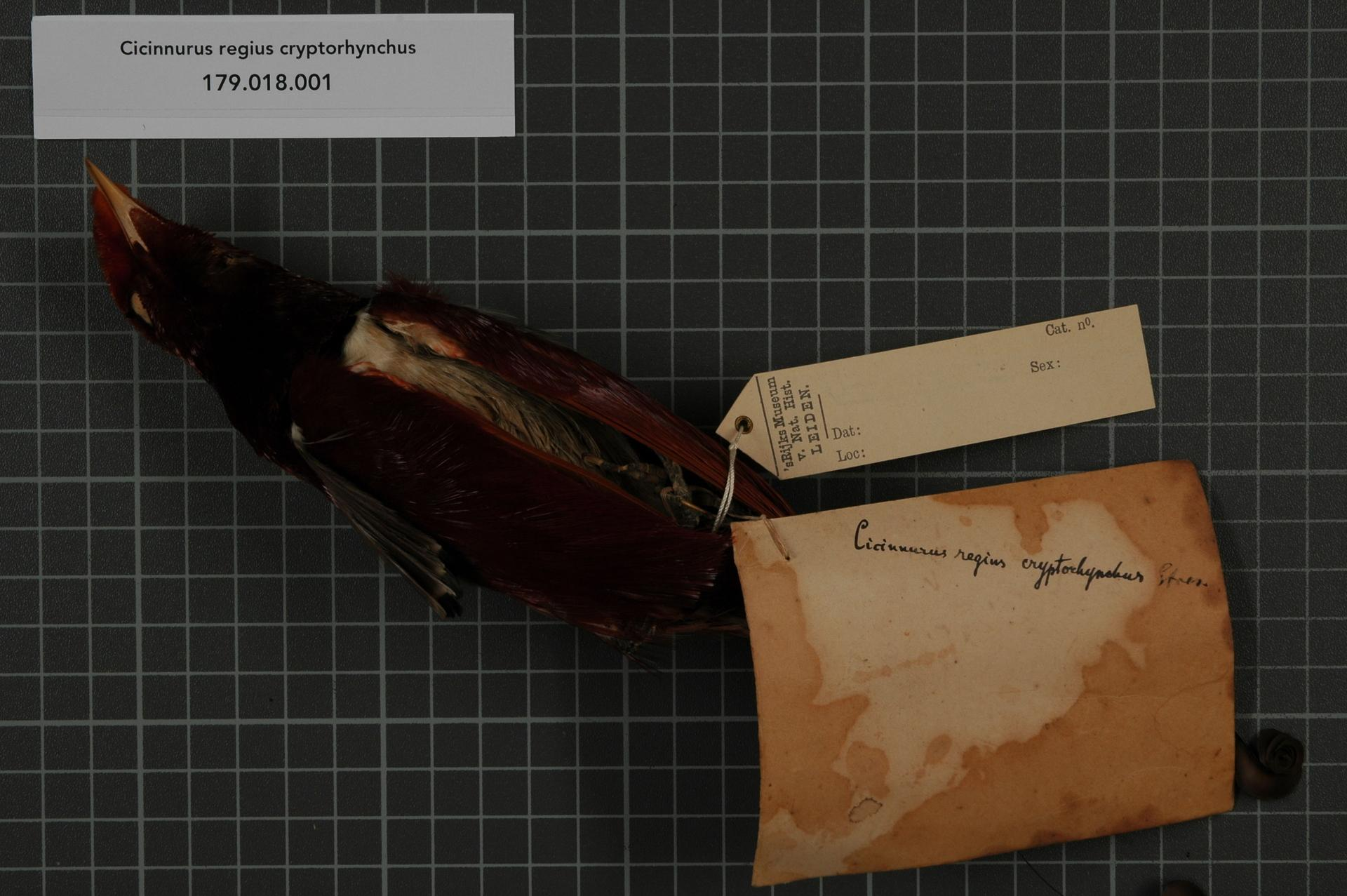
Maschio impagliato della presunta sottospecie cryptorhynchus.
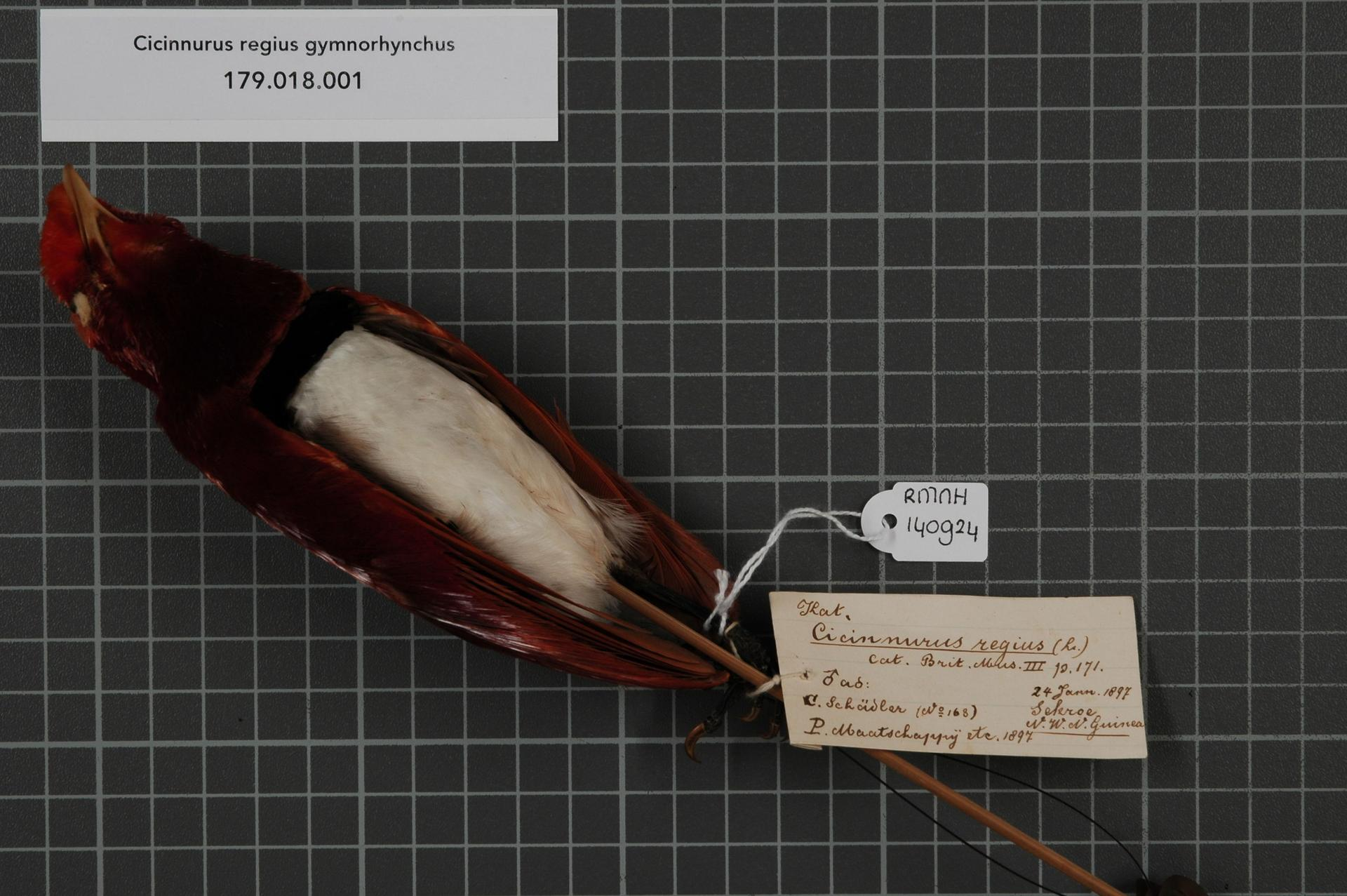
Maschio impagliato della presunta sottospecie gymnorhynchus.
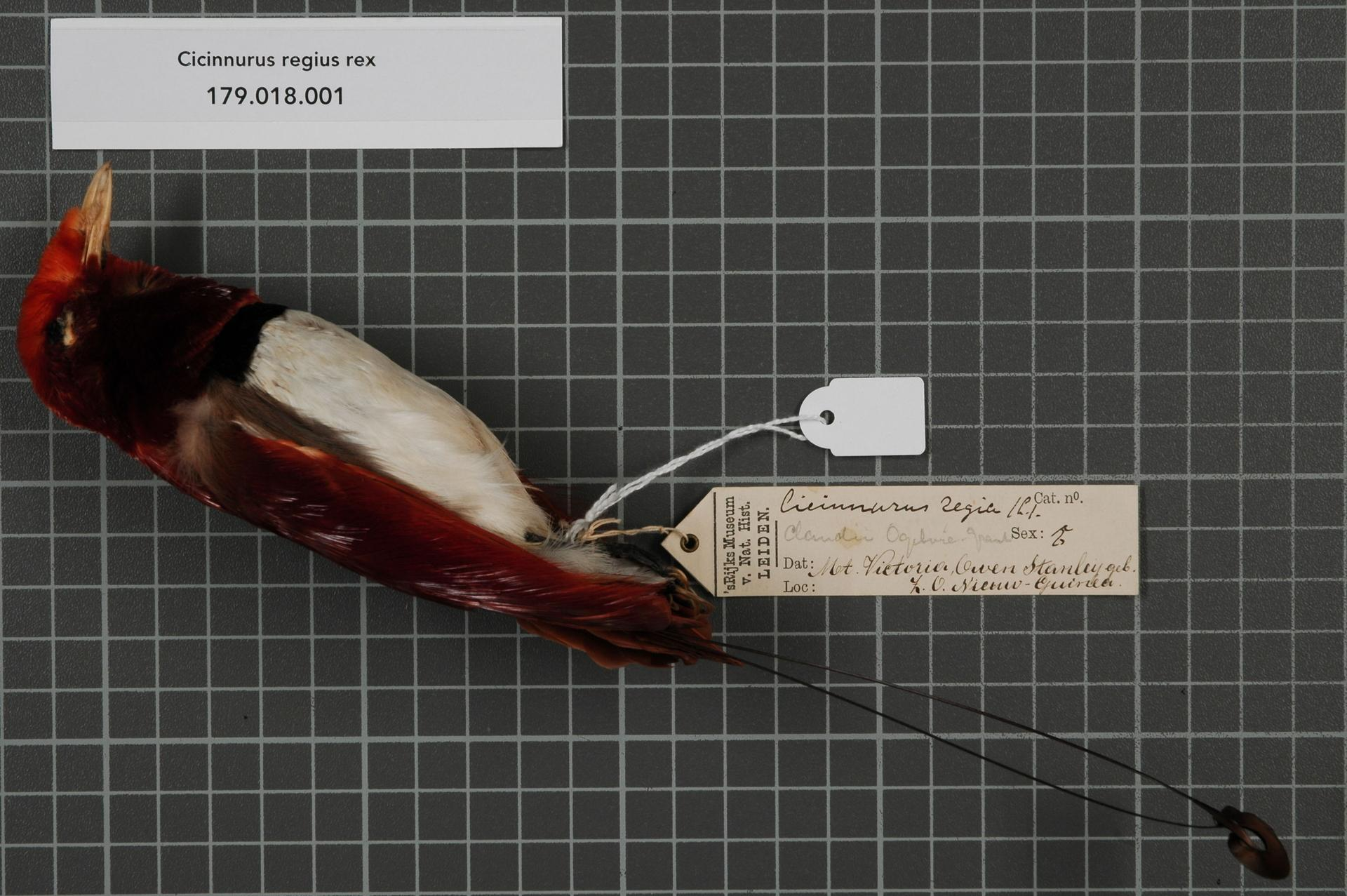
Maschio impagliato della presunta sottospecie rex.
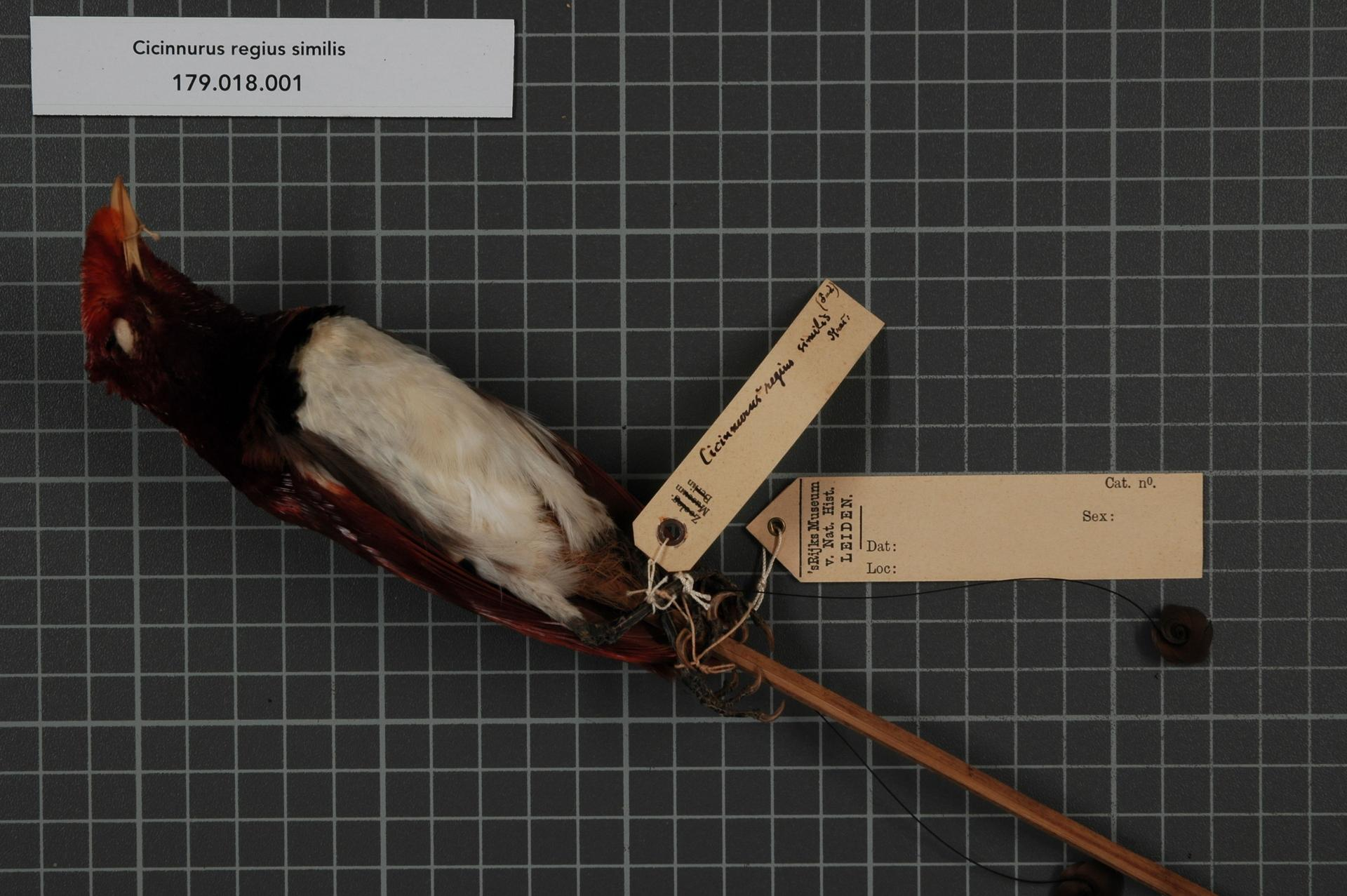
Maschio impagliato della presunta sottospecie similis.

Alcune popolazioni sarebbero, secondo alcuni esperti, da elevare al rango di sottospecie a sé stanti: è il caso di quelle della zona di Sorong (Cicinnurus regius rex) e della penisola di Huon (C. r. gymnorhynchus), entrambe appartenenti alla sottospecie nominale, e di quelle del bacino del Mamberamo (C. r. cryptorhynchus) e Stephansort (C. r. similis), appartenenti invece alla sottospecie coccineifrons.

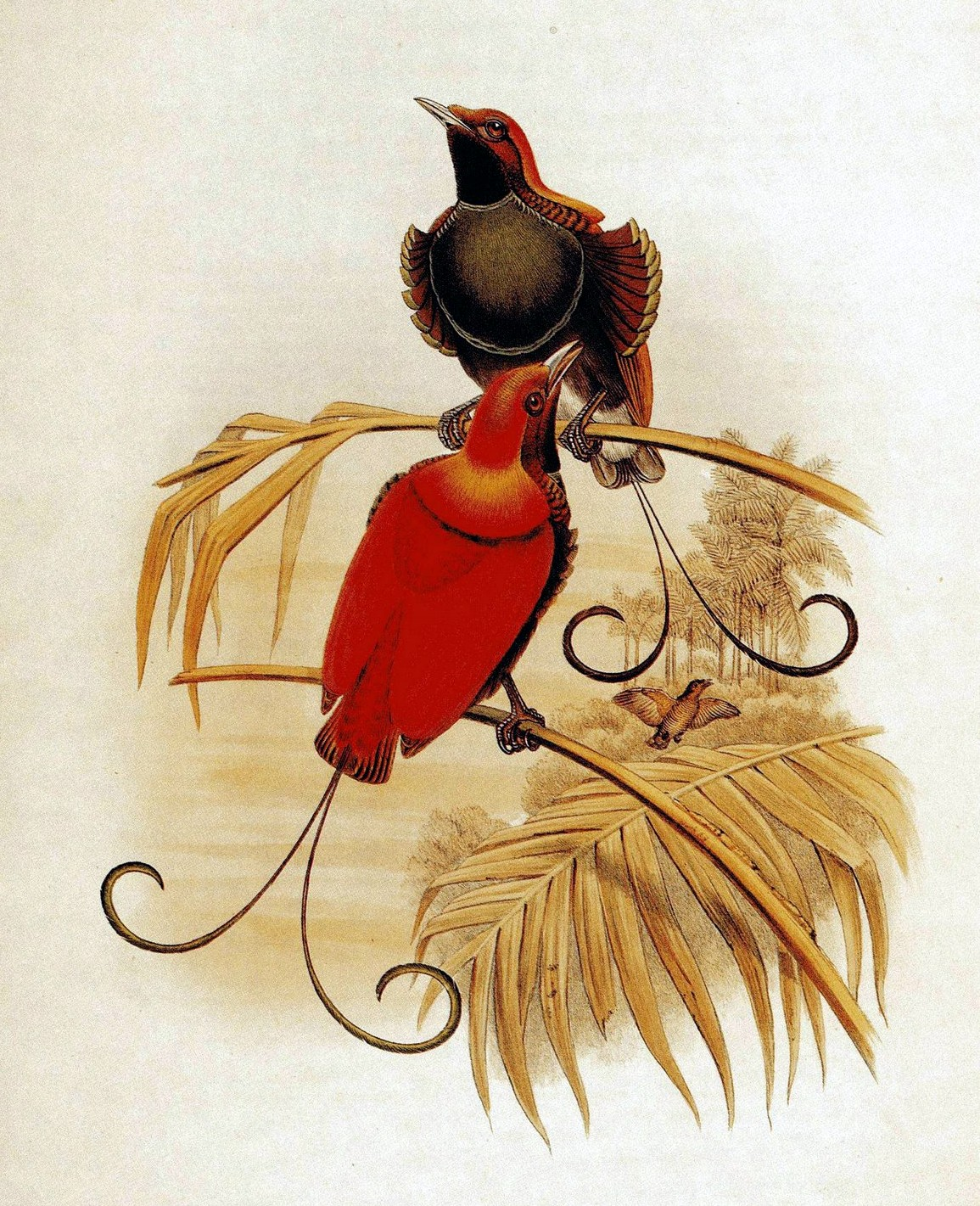
Diphyllodes gulielmi III, in realtà un ibrido.

Talvolta, le due specie appartenenti al genere Diphyllodes vengono accorpate a Cicinnurus col rango di sottogenere, tuttavia sussistono differenze tali fra i due generi da farne ritenere giusta la separazione alla maggior parte degli autori. Proprio con la paradisea magnifica esistono numerosi casi di ibridazione, inizialmente classificati come specie a sé stanti, coi nomi di Diphyllodes gulielmi III Meyer, 1875 e Cicinnurus lyogyrus Currie, 1900.
Nell'ambito della famiglia Paradisaeidae, la paradisea reale è molto vicina appunto con le paradisee magnifiche del genere Diphyllodes (con le quali va a formare un clade) e con le paradisee propriamente del genere Paradisaea.
Il nome scientifico del genere, Cicinnurus, deriva dall'unione della parola latina cicinnus, "ricciolo", con quella greca ουρά (oura, "coda"), col significato di "coda a ricciolo", in riferimento alla particolare conformazione della coda dei maschi. Il nome scientifico della specie, regius, venne invece scelto (come avvenuto in molti paradiseidi) in riferimento ai colori brillanti.